# Lúky nad Hradiskom
Lúky nad Hradiskom este o arie protejată (arie specială de conservare — SAC, sit de importanță comunitară — SCI) din Slovacia întinsă pe o suprafață de 69,12 ha, integral pe uscat.

## Localizare
Centrul sitului Lúky nad Hradiskom este situat la coordonatele 49°08′35″N 21°13′42″E / 49.14319°N 21.228447°E.

## Înființare
Situl Lúky nad Hradiskom a fost declarat sit de importanță comunitară în decembrie 2021.

## Biodiversitate
Situată în ecoregiunea alpină, aria protejată conține 1 habitat natural: Fânețe de joasă altitudine (Alopecurus pratensis, Sanguisorba officinalis).
La baza desemnării sitului se află un număr nedeclarat de specii protejate.